# Ghunghuru

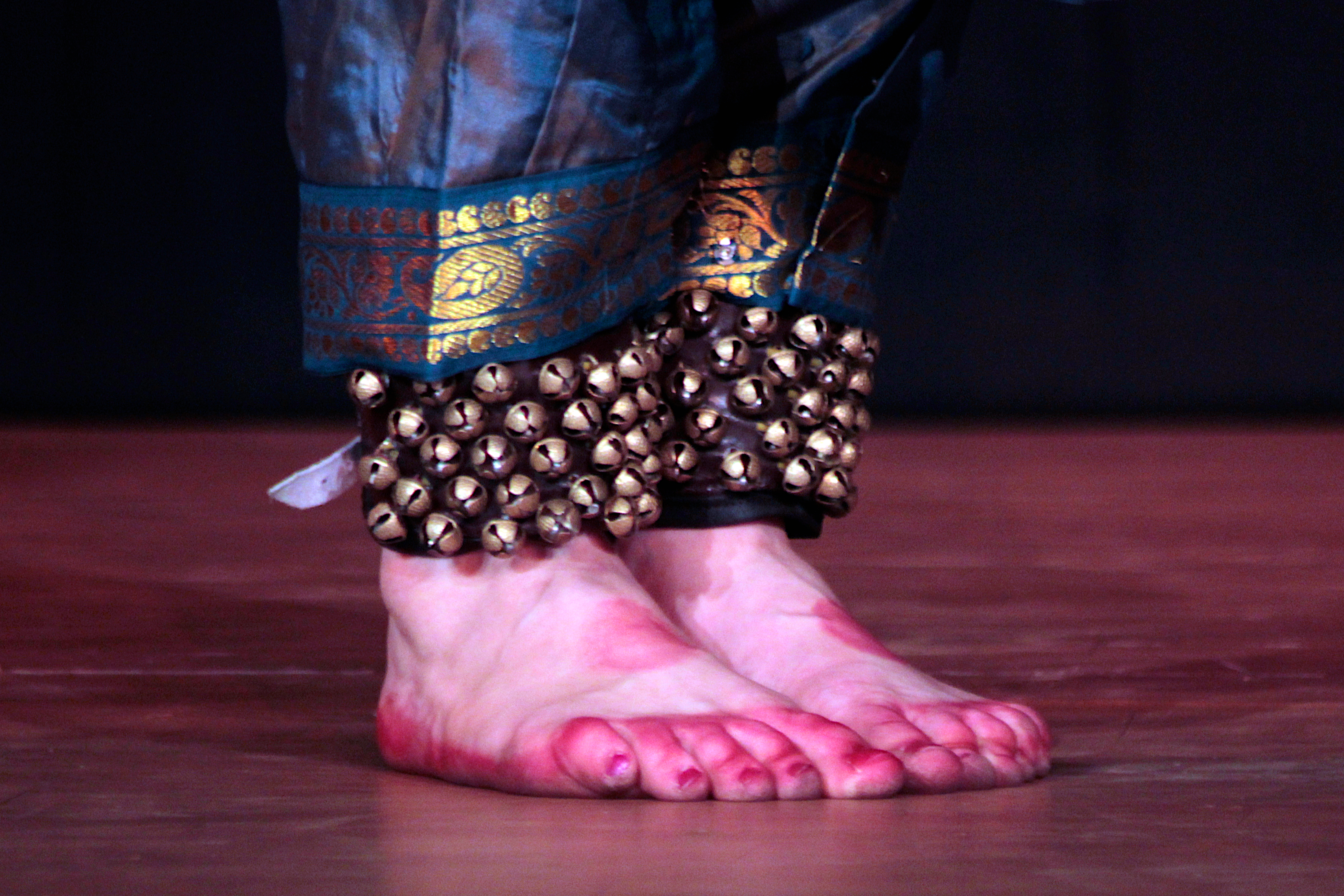
Des ghunghurus aux pieds d'une danseuse de bharata natyam.

Le ghunghuru, ou ghungharu (hindi : घुँघरू, ourdou : گھنگرو), est un grelot-bracelet de cheville de bronze. On les assemble par 30, 50, voire 60, sur une ficelle ou un support en cuir. Ces chevillères sont portées par les danseurs et danseuses classiques en Inde. Véritable instrument de musique à la technique très évoluée, elles résonnent au rythme des pas.

## Jeu

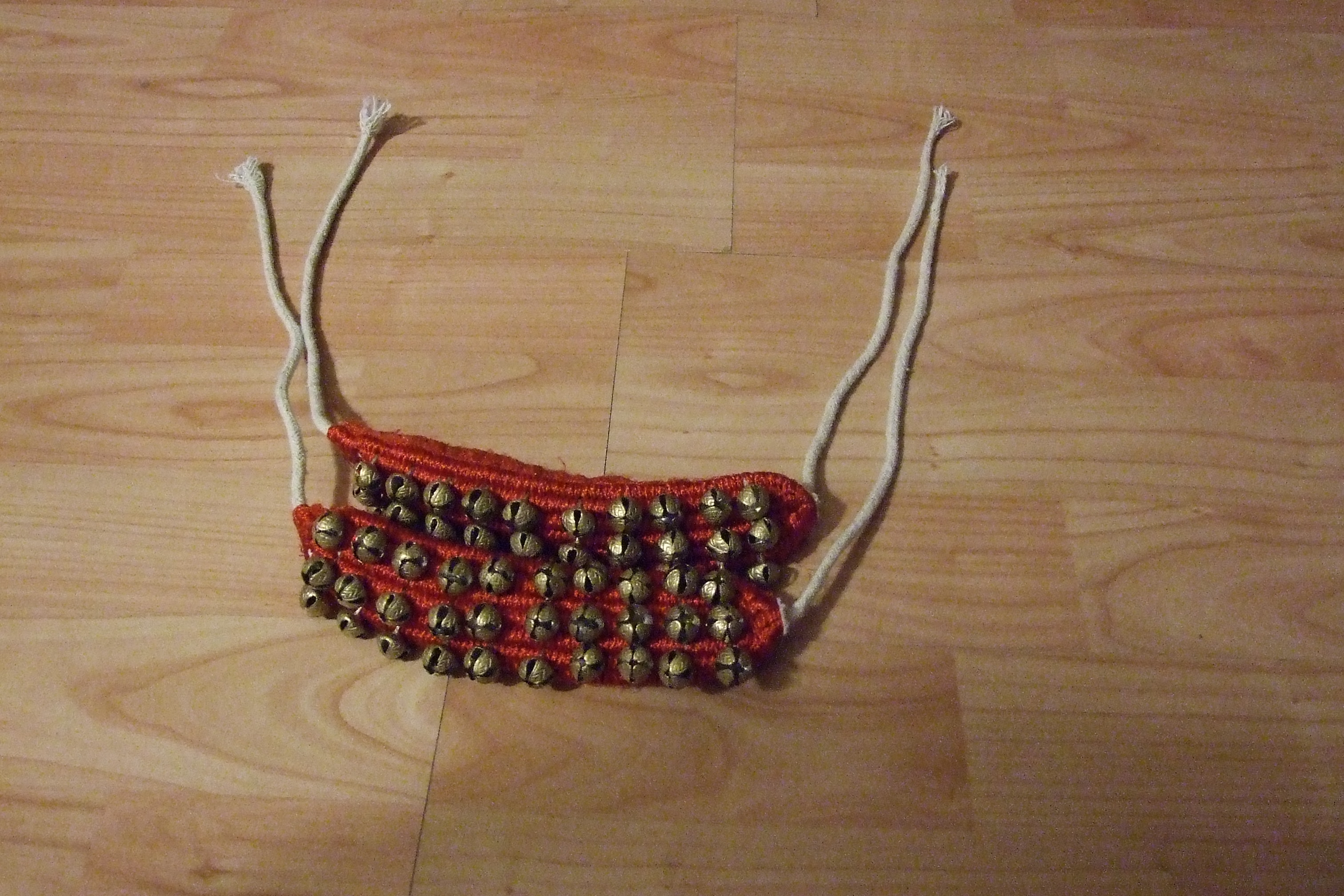
Deux ensembles de ghunghurus.

Utilisés tout autant dans le bharata natyam que dans le kathak, les ghunghurus permettent d'une part de mieux suivre les mouvements des pieds en les soulignant, et d'autre part ils permettent de véritables joutes rythmiques entre les danseurs et les percussionnistes qui les accompagnent. Tous les rythmes indiens peuvent y être exécutés.